# Martin Kukučka (politik)
Martin Kukučka (* 28. dubna 1955) byl slovenský a československý politik, po sametové revoluci poslanec Sněmovny lidu Federálního shromáždění za VPN (respektive za nástupnický subjekt ODÚ-VPN), později za slovenskou organizaci ODS.

## Biografie
Ve volbách roku 1990 kandidoval za VPN do Sněmovny lidu (volební obvod Západoslovenský kraj). Do parlamentu nastoupil až dodatečně jako náhradník v únoru 1991 poté, co rezignoval poslanec Pavol Balgavý. V té době již VPN procházelo štěpením, takže Kukučka nastoupil do poslaneckého klubu formace ODÚ-VPN. Odtud ovšem ještě v dubnu 1992 přestoupil do klubu ODS, která tehdy budovala svou stranickou strukturu i na Slovensku. Ve Federálním shromáždění setrval do voleb roku 1992.